# Microvelia californiensis
Microvelia californiensis är en insektsart som beskrevs av Mckinstry 1937. Microvelia californiensis ingår i släktet Microvelia och familjen vattenlöpare. Inga underarter finns listade i Catalogue of Life.